# Казале Маритимо
Казале Маритимо (итал. Casale Marittimo) је насеље у Италији у округу Пиза, региону Тоскана.
Према процени из 2011. у насељу је живело 654 становника. Насеље се налази на надморској висини од 205 м.

## Становништво
| 1936. | 1951. | 1961. | 1971. | 1981. | 1991. | 2001. | 2011. |
| ----- | ----- | ----- | ----- | ----- | ----- | ----- | ----- |
| 1.583 | 1.455 | 1.101 | 837   | 937   | 923   | 1.007 | 1.084 |